# BTC City Ljubljana
El BTC City Ljubljana (codi UCI: BTC) és un equip ciclista femení eslovè. Creat al 2014 ja amb categoria UCI Women's Team. El 2020 es fusiona amb l'equip Alé Cipollini.

## Principals resultats
- A les proves de la Copa del món i de l'UCI Women's WorldTour:
  - Gran Premi de Plouay Bretagne: Eugenia Bujak (2016)

## Classificacions UCI
Aquesta taula mostra la plaça de l'equip a la classificació de la Unió Ciclista Internacional a final de temporada i també la millor ciclista en la classificació individual de cada temporada.
| Temporada | Classificació per equips | Millor ciclista en la classificació individual |
| --------- | ------------------------ | ---------------------------------------------- |
| 2014      | 16è                      | Eugenia Bujak (39a)                            |
| 2015      | 15è                      | Eugenia Bujak (40a)                            |
| 2016      | 13è                      | Eugenia Bujak (25a)                            |
| 2017      | 9è                       | Eugenia Bujak (17a)                            |
| 2018      | 12è                      | Eugenia Bujak (24a)                            |
| 2019      | 17è                      | Eugenia Bujak (40a)                            |

Del 2014 al 2015 l'equip va participar en la Copa del món
| Temporada | Classificació per equips | Millor ciclista en la classificació individual |
| --------- | ------------------------ | ---------------------------------------------- |
| 2014      | 15è                      | Eugenia Bujak (47a)                            |
| 2015      | 11è                      | Eugenia Bujak (29a)                            |

A partir del 2016, l'UCI Women's WorldTour va substituir la copa del món
| Temporada | Classificació per equips | Millor ciclista en la classificació individual |
| --------- | ------------------------ | ---------------------------------------------- |
| 2016      | 12è                      | Eugenia Bujak (17a)                            |
| 2017      | 11è                      | Eugenia Bujak (29a)                            |
| 2018      | 11è                      | Eugenia Bujak (23a)                            |
| 2019      | 17è                      | Anastasia Chursina (46a)                       |

## Composició de l'equip
| \| Llista de l'equip 2014 \| Llista de l'equip 2014 \| Llista de l'equip 2014 \| Llista de l'equip 2014 \| \| Ciclista \| Data de naixement \| Equip previ \| \| \| ---------------------- \| ---------------------- \| ------------------------------ \| ---------------------- \| \| Polona Batagelj \| 7 de juny de 1989 \| Bizkaia-Durango (2013) \| \| \| Eugenia Bujak \| 25 de juny de 1989 \| \| \| \| Sara Frece \| 17 de febrer de 1984 \| \| \| \| Urška Kalan \| 25 de març de 1994 \| \| \| \| Špela Kern \| 24 de febrer de 1990 \| \| \| \| Alenka Novak \| 17 de agost de 1977 \| \| \| \| Urša Pintar \| 3 de octubre de 1985 \| \| \| \| Mia Radotić \| 2 de desembre de 1984 \| \| \| \| Martina Ritter \| 23 de setembre de 1982 \| \| \| \| Anja Rugelj \| 25 de juny de 1986 \| \| \| \| Tjaša Rutar \| 10 de desembre de 1984 \| \| \| \| Elena Valentini \| 30 de març de 1992 \| Top Girls Fassa Bortolo (2013) \| \| \| \| \| \| \| \| Font: UCI \| \| \| \| |                        |                                |  |
| Llista de l'equip 2014 |                        |                                |  |
| Ciclista | Data de naixement      | Equip previ                    |  |
| Polona Batagelj | 7 de juny de 1989      | Bizkaia-Durango (2013)         |  |
| Eugenia Bujak | 25 de juny de 1989     |                                |  |
| Sara Frece | 17 de febrer de 1984   |                                |  |
| Urška Kalan | 25 de març de 1994     |                                |  |
| Špela Kern | 24 de febrer de 1990   |                                |  |
| Alenka Novak | 17 de agost de 1977    |                                |  |
| Urša Pintar | 3 de octubre de 1985   |                                |  |
| Mia Radotić | 2 de desembre de 1984  |                                |  |
| Martina Ritter | 23 de setembre de 1982 |                                |  |
| Anja Rugelj | 25 de juny de 1986     |                                |  |
| Tjaša Rutar | 10 de desembre de 1984 |                                |  |
| Elena Valentini | 30 de març de 1992     | Top Girls Fassa Bortolo (2013) |  |
| |                        |                                |  |
| Font: UCI |                        |                                |  |

| \| Llista de l'equip 2015 \| Llista de l'equip 2015 \| Llista de l'equip 2015 \| Llista de l'equip 2015 \| \| Ciclista \| Data de naixement \| Equip previ \| \| \| ------------------------------------ \| ---------------------- \| ------------------------------------ \| ---------------------- \| \| Polona Batagelj \| 7 de juny de 1989 \| Bizkaia-Durango (2013) \| \| \| Eugenia Bujak \| 25 de juny de 1989 \| \| \| \| Jelena Erić \| 15 de gener de 1996 \| \| \| \| Špela Kern \| 24 de febrer de 1990 \| \| \| \| Corinna Lechner (1 de set–31 de des) \| 10 de agost de 1994 \| maxx-solar women cycling team (2015) \| \| \| Eva Lechner (7 de març–31 de des) \| 1 de juliol de 1985 \| RusVelo (2014) \| \| \| Alenka Novak \| 17 de agost de 1977 \| \| \| \| Ielena Pavlukhina \| 1 de setembre de 1989 \| \| \| \| Urša Pintar \| 3 de octubre de 1985 \| \| \| \| Mia Radotić \| 2 de desembre de 1984 \| \| \| \| Martina Ritter \| 23 de setembre de 1982 \| \| \| \| Anja Rugelj \| 25 de juny de 1986 \| \| \| \| Elena Valentini \| 30 de març de 1992 \| Top Girls Fassa Bortolo (2013) \| \| \| Tesa Vilar \| 3 de setembre de 1995 \| \| \| \| Urška Žigart \| 4 de desembre de 1996 \| \| \| \| Anita Žnidaršic \| 1 de març de 1996 \| \| \| \| \| \| \| \| \| Font: UCI \| \| \| \| |                        |                                      |  |
| Llista de l'equip 2015 |                        |                                      |  |
| Ciclista | Data de naixement      | Equip previ                          |  |
| Polona Batagelj | 7 de juny de 1989      | Bizkaia-Durango (2013)               |  |
| Eugenia Bujak | 25 de juny de 1989     |                                      |  |
| Jelena Erić | 15 de gener de 1996    |                                      |  |
| Špela Kern | 24 de febrer de 1990   |                                      |  |
| Corinna Lechner (1 de set–31 de des) | 10 de agost de 1994    | maxx-solar women cycling team (2015) |  |
| Eva Lechner (7 de març–31 de des) | 1 de juliol de 1985    | RusVelo (2014)                       |  |
| Alenka Novak | 17 de agost de 1977    |                                      |  |
| Ielena Pavlukhina | 1 de setembre de 1989  |                                      |  |
| Urša Pintar | 3 de octubre de 1985   |                                      |  |
| Mia Radotić | 2 de desembre de 1984  |                                      |  |
| Martina Ritter | 23 de setembre de 1982 |                                      |  |
| Anja Rugelj | 25 de juny de 1986     |                                      |  |
| Elena Valentini | 30 de març de 1992     | Top Girls Fassa Bortolo (2013)       |  |
| Tesa Vilar | 3 de setembre de 1995  |                                      |  |
| Urška Žigart | 4 de desembre de 1996  |                                      |  |
| Anita Žnidaršic | 1 de març de 1996      |                                      |  |
| |                        |                                      |  |
| Font: UCI |                        |                                      |  |

| \| Llista de l'equip 2016 \| Llista de l'equip 2016 \| Llista de l'equip 2016 \| Llista de l'equip 2016 \| \| Ciclista \| Data de naixement \| Equip previ \| \| \| ---------------------- \| ---------------------- \| ---------------------------- \| ---------------------- \| \| Polona Batagelj \| 7 de juny de 1989 \| Bizkaia-Durango (2013) \| \| \| Eugenia Bujak \| 25 de juny de 1989 \| \| \| \| Tanja Elsner \| 16 de gener de 1993 \| \| \| \| Jelena Erić \| 15 de gener de 1996 \| \| \| \| Špela Kern \| 24 de febrer de 1990 \| \| \| \| Ielena Pavlukhina \| 1 de setembre de 1989 \| \| \| \| Urša Pintar \| 3 de octubre de 1985 \| \| \| \| Anna Plichta \| 10 de febrer de 1992 \| \| \| \| Mia Radotić \| 2 de desembre de 1984 \| \| \| \| Martina Ritter \| 23 de setembre de 1982 \| \| \| \| Anja Rugelj \| 25 de juny de 1986 \| \| \| \| Laura Simenc \| 25 de juliol de 1990 \| Nö Radunion Vitalogic (2015) \| \| \| Urška Žigart \| 4 de desembre de 1996 \| \| \| \| \| \| \| \| \| Font: UCI \| \| \| \| |                        |                              |  |
| Llista de l'equip 2016 |                        |                              |  |
| Ciclista | Data de naixement      | Equip previ                  |  |
| Polona Batagelj | 7 de juny de 1989      | Bizkaia-Durango (2013)       |  |
| Eugenia Bujak | 25 de juny de 1989     |                              |  |
| Tanja Elsner | 16 de gener de 1993    |                              |  |
| Jelena Erić | 15 de gener de 1996    |                              |  |
| Špela Kern | 24 de febrer de 1990   |                              |  |
| Ielena Pavlukhina | 1 de setembre de 1989  |                              |  |
| Urša Pintar | 3 de octubre de 1985   |                              |  |
| Anna Plichta | 10 de febrer de 1992   |                              |  |
| Mia Radotić | 2 de desembre de 1984  |                              |  |
| Martina Ritter | 23 de setembre de 1982 |                              |  |
| Anja Rugelj | 25 de juny de 1986     |                              |  |
| Laura Simenc | 25 de juliol de 1990   | Nö Radunion Vitalogic (2015) |  |
| Urška Žigart | 4 de desembre de 1996  |                              |  |
| |                        |                              |  |
| Font: UCI |                        |                              |  |

| \| Llista de l'equip 2017 \| Llista de l'equip 2017 \| Llista de l'equip 2017 \| Llista de l'equip 2017 \| \| Ciclista \| Data de naixement \| Equip previ \| \| \| ------------------------ \| ---------------------- \| ------------------------------------ \| ---------------------- \| \| Polona Batagelj \| 7 de juny de 1989 \| Bizkaia-Durango (2013) \| \| \| Ula Berlan \| 25 de juny de 1989 \| \| \| \| Eugenia Bujak \| 25 de juny de 1989 \| \| \| \| Tanja Elsner \| 16 de gener de 1993 \| \| \| \| Jelena Erić \| 15 de gener de 1996 \| \| \| \| Corinna Lechner \| 10 de agost de 1994 \| maxx-solar women cycling team (2015) \| \| \| Hanna Nilsson \| 16 de febrer de 1992 \| Lensworld-Zannata (2016) \| \| \| Urša Pintar \| 3 de octubre de 1985 \| \| \| \| Mia Radotić \| 2 de desembre de 1984 \| \| \| \| Anna Zita Maria Stricker \| 3 de juliol de 1994 \| Inpa-Bianchi (2016) \| \| \| Hajdi Zajc \| 15 de desembre de 1998 \| \| \| \| Saša Žavbi Kunaver \| 20 de març de 1998 \| \| \| \| \| \| \| \| \| Font: ProCyclingStats \| \| \| \| |                        |                                      |  |
| Llista de l'equip 2017 |                        |                                      |  |
| Ciclista | Data de naixement      | Equip previ                          |  |
| Polona Batagelj | 7 de juny de 1989      | Bizkaia-Durango (2013)               |  |
| Ula Berlan | 25 de juny de 1989     |                                      |  |
| Eugenia Bujak | 25 de juny de 1989     |                                      |  |
| Tanja Elsner | 16 de gener de 1993    |                                      |  |
| Jelena Erić | 15 de gener de 1996    |                                      |  |
| Corinna Lechner | 10 de agost de 1994    | maxx-solar women cycling team (2015) |  |
| Hanna Nilsson | 16 de febrer de 1992   | Lensworld-Zannata (2016)             |  |
| Urša Pintar | 3 de octubre de 1985   |                                      |  |
| Mia Radotić | 2 de desembre de 1984  |                                      |  |
| Anna Zita Maria Stricker | 3 de juliol de 1994    | Inpa-Bianchi (2016)                  |  |
| Hajdi Zajc | 15 de desembre de 1998 |                                      |  |
| Saša Žavbi Kunaver | 20 de març de 1998     |                                      |  |
| |                        |                                      |  |
| Font: ProCyclingStats |                        |                                      |  |

| 2018 |                        |                                      |                        |
| \| Llista de l'equip 2018 \| Llista de l'equip 2018 \| Llista de l'equip 2018 \| Llista de l'equip 2018 \| \| Ciclista \| Data de naixement \| Equip previ \| \| \| ---------------------- \| ---------------------- \| ------------------------------------ \| ---------------------- \| \| Polona Batagelj \| 7 de juny de 1989 \| Bizkaia-Durango (2013) \| \| \| Ula Berlan \| 25 de juny de 1989 \| \| \| \| Maaike Boogaard \| 24 de agost de 1998 \| \| \| \| Urska Bravec \| 14 de desembre de 1996 \| \| \| \| Eugenia Bujak \| 25 de juny de 1989 \| \| \| \| Tanja Elsner \| 16 de gener de 1993 \| \| \| \| Anastasia Chursina \| 7 de abril de 1995 \| \| \| \| Corinna Lechner \| 10 de agost de 1994 \| maxx-solar women cycling team (2015) \| \| \| Hanna Nilsson \| 16 de febrer de 1992 \| Lensworld-Zannata (2016) \| \| \| Ielena Pavlukhina \| 1 de setembre de 1989 \| Astana Women's Team (2017) \| \| \| Karin Penko \| 3 de agost de 1999 \| \| \| \| Urša Pintar \| 3 de octubre de 1985 \| \| \| \| Mia Radotić \| 2 de desembre de 1984 \| \| \| \| Hajdi Zajc \| 15 de desembre de 1998 \| \| \| \| Urška Žigart \| 4 de desembre de 1996 \| \| \| \| Saša Žavbi Kunaver \| 20 de març de 1998 \| \| \| \| \| \| \| \| \| Font: UCI \| \| \| \| |                        |                                      |                        |
| Llista de l'equip 2018 | Llista de l'equip 2018 | Llista de l'equip 2018               | Llista de l'equip 2018 |
| Ciclista | Data de naixement      | Equip previ                          |                        |
| --- | ---------------------- | ------------------------------------ | ---------------------- |
| Polona Batagelj | 7 de juny de 1989      | Bizkaia-Durango (2013)               |                        |
| Ula Berlan | 25 de juny de 1989     |                                      |                        |
| Maaike Boogaard | 24 de agost de 1998    |                                      |                        |
| Urska Bravec | 14 de desembre de 1996 |                                      |                        |
| Eugenia Bujak | 25 de juny de 1989     |                                      |                        |
| Tanja Elsner | 16 de gener de 1993    |                                      |                        |
| Anastasia Chursina | 7 de abril de 1995     |                                      |                        |
| Corinna Lechner | 10 de agost de 1994    | maxx-solar women cycling team (2015) |                        |
| Hanna Nilsson | 16 de febrer de 1992   | Lensworld-Zannata (2016)             |                        |
| Ielena Pavlukhina | 1 de setembre de 1989  | Astana Women's Team (2017)           |                        |
| Karin Penko | 3 de agost de 1999     |                                      |                        |
| Urša Pintar | 3 de octubre de 1985   |                                      |                        |
| Mia Radotić | 2 de desembre de 1984  |                                      |                        |
| Hajdi Zajc | 15 de desembre de 1998 |                                      |                        |
| Urška Žigart | 4 de desembre de 1996  |                                      |                        |
| Saša Žavbi Kunaver | 20 de març de 1998     |                                      |                        |
| |                        |                                      |                        |
| Font: UCI |                        |                                      |                        |

| 2019 |                        |                              |                        |
| \| Llista de l'equip 2019 \| Llista de l'equip 2019 \| Llista de l'equip 2019 \| Llista de l'equip 2019 \| \| Ciclista \| Data de naixement \| Equip previ \| \| \| ---------------------- \| ---------------------- \| ---------------------------- \| ---------------------- \| \| Maaike Boogaard \| 24 de agost de 1998 \| \| \| \| Urska Bravec \| 14 de desembre de 1996 \| \| \| \| Eugenia Bujak \| 25 de juny de 1989 \| \| \| \| Anastasia Chursina \| 7 de abril de 1995 \| \| \| \| Anja Longyka \| 21 de juny de 1993 \| \| \| \| Hanna Nilsson \| 16 de febrer de 1992 \| Lensworld-Zannata (2016) \| \| \| Urša Pintar \| 3 de octubre de 1985 \| \| \| \| Rossella Ratto \| 20 de octubre de 1993 \| Cylance (2018) \| \| \| Maja Savić \| 27 de juliol de 1994 \| \| \| \| Hayley Simmonds \| 22 de juliol de 1988 \| WNT-Rotor Pro Cycling (2018) \| \| \| Monique van de Ree \| 2 de març de 1988 \| WaowDeals (2018) \| \| \| Urška Žigart \| 4 de desembre de 1996 \| \| \| \| \| \| \| \| \| Font: ProCyclingStats \| \| \| \|Nota: Maaike Boogaard |                        |                              |                        |
| Llista de l'equip 2019 | Llista de l'equip 2019 | Llista de l'equip 2019       | Llista de l'equip 2019 |
| Ciclista | Data de naixement      | Equip previ                  |                        |
| --- | ---------------------- | ---------------------------- | ---------------------- |
| Maaike Boogaard | 24 de agost de 1998    |                              |                        |
| Urska Bravec | 14 de desembre de 1996 |                              |                        |
| Eugenia Bujak | 25 de juny de 1989     |                              |                        |
| Anastasia Chursina | 7 de abril de 1995     |                              |                        |
| Anja Longyka | 21 de juny de 1993     |                              |                        |
| Hanna Nilsson | 16 de febrer de 1992   | Lensworld-Zannata (2016)     |                        |
| Urša Pintar | 3 de octubre de 1985   |                              |                        |
| Rossella Ratto | 20 de octubre de 1993  | Cylance (2018)               |                        |
| Maja Savić | 27 de juliol de 1994   |                              |                        |
| Hayley Simmonds | 22 de juliol de 1988   | WNT-Rotor Pro Cycling (2018) |                        |
| Monique van de Ree | 2 de març de 1988      | WaowDeals (2018)             |                        |
| Urška Žigart | 4 de desembre de 1996  |                              |                        |
| |                        |                              |                        |
| Font: ProCyclingStats |                        |                              |                        |